# Glossostipula blepharophylla
Glossostipula blepharophylla är en måreväxtart som först beskrevs av Paul Carpenter Standley, och fick sitt nu gällande namn av David H. Lorence. Glossostipula blepharophylla ingår i släktet Glossostipula och familjen måreväxter. Inga underarter finns listade i Catalogue of Life.